# 후치가미 마이

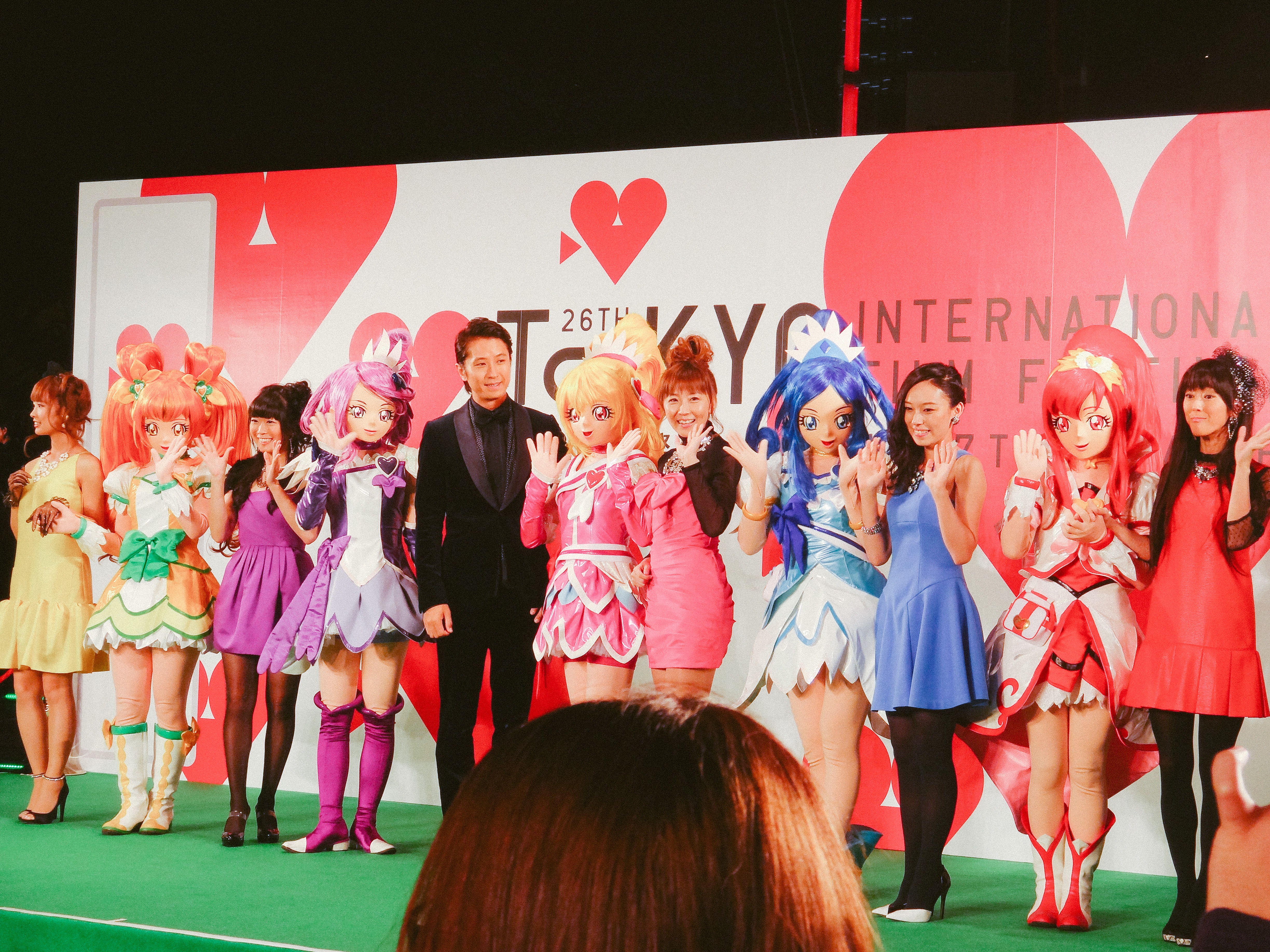

후치가미 마이 (渕上 舞, 5월 28일 -)는 일본의 여성 성우이다. ISIL 소속. 요요기 애니메이션 학원 성우 탤런트 학과를 졸업했다. 후쿠오카현 후쿠오카시 출신이며, 신장 158 cm. 혈액형은 A형이다.

## 인물·내력
성우가 되려고 한 계기는 고교 시절에 친구의 권유로 미즈키 나나의 DVD를 봐 감격한 것에 의한 것. 처음은 여배우 지망이었지만 좌절했다.
2007년의 ' 제2회 시그마·세븐 공개 오디션'에 합격 (동기로 니시 아스카·오오가메 아스카·타마루 아츠시), 요요기 애니메이션 학원 도쿄교를 졸업.
2009년에 게임 '오오카미카쿠시'에서 아사기리 카나메 역에 발탁되어 실질상의 데뷔작이 된다 (그 이전에도 단역을 연기한 일은 있다).
2011년 4월, 시그마 세븐e를 퇴소해 프리가 된다. 동년 8월, 인크스 토엔터에 소속한다.
아사기리 카나메를 연기해 당분간 단역 계속이었지만, 2012년, 은퇴 각오로 도전했다고 말하는 텔레비전 애니메이션 'GIRLS und PANZER'에서 주연 니시즈미 미호 역에 발탁되어 지명도가 상승. 더욱 다음 해 '두근두근! 프리큐어'에서 요츠바 앨리스/큐어 로젯타 역 , '푸른 강철의 아르페지오‐아르스 노바'에서도 히로인 이오나 역에 기용되었다.
2014년 3월 1일, 'GIRLS und PANZER'가 제8회 성우 상품의 씨너지상을 수상한 것을 받아 대표자로서 단상에 섰다.
2015년 3월 28일, 첫 사진집 '아오이 새'를 발매.
처음으로 경험한 아르바이트는 케이크 상점이다.
새를 좋아하고, '첼시'라는 이름의 사랑앵무 수컷을 기르고 있었다 2015年4月15日本人のブログにて'チェルシーの病気'. 그리고, 2015년 5월 9일, 애조 첼시가 잠에 들었습니다. 라고 트위터에 기재했다. 그 후, 2015년 7월 3일에 '해바라기'라는 이름의 새로운 거주자 '세네갈 앵무' 암컷을 기르기 시작했다.
동성 동명으로 같은 후쿠오카 출신인 HKT48의 후치가미 마이와는 혼동 되는 일이 있어, 2015년 5월 20일에 발표된 'AKB48 41st 싱글 선발 총선거'의 속보 순위로 HKT48의 후치가미가 15위에 랭크 인했을 때에, 동일 인물이라고 착각한 팬으로부터 잘못해 축복의 메시지가 후치가미의 Twitter 어카운트에 보내져 버려, 후치가미가 딴사람이다고 설명하는 한 장면도 있었다. 이러한 일로부터 혼동을 피하기 위해서 6월 2일에 자신의 twitter명을'후치가미 마이 (성우)'로 변경했다. 그 후 트위터명을 재차 변경 '후치가미 마이♡새 기름'으로 사용중.
2024년 5월 28일, 결혼을 발표했다.

## 출연 작품
※ 굵은 글씨는 메인 캐릭터.

### 텔레비전 애니메이션
2013년
- 두근두근! 프리큐어 (요츠바 아리스 / 큐어 로제타)

2015년
- 암살교실 (시오타 나기사)

2016년
- 암살교실 2기 (시오타 나기사)

2015년
- 아이돌마스터 신데렐라 걸즈 (호죠 카렌[15])

### 극장판 애니메이션
2017년
- 걸즈 앤 판처 최종장 제1화 (니시즈미 미호)

2018년
- 걸즈 앤 판처 제63회 전차도 전국 고교생 대회 (니시즈미 미호)

2019년
- 걸즈 앤 판처 최종장 제2화 (니시즈미 미호)

### 게임
2014년
- 아이돌마스터 신데렐라 걸즈 (호죠 카렌)

2015년
- 아이돌마스터 신데렐라 걸즈 스타라이트 스테이지 (호죠 카렌)

### CD

#### 드라마 CD
- 아이트의 진짜 주인공 (코이케 희망)
- 푸른 강철의 아르페지오 아르스 노바- 스페셜 CD드라마 멘탈 모델도 전기양의 꿈을 꾸는 것은 아닌가? (이오나) ※ 양킹아워즈 2014년 2월호 부록
- 폭풍우의 뒤 (트모코)
- 호학죄인명부 제이권 (소녀)
- 이것은 좀비입니까? (여성 손님)
- SASRA2 (소녀)
- 센티멘탈 세크스아리스 (코미네다 요시코)
- 터치 미 어게인 (여성 B)
- 토카이도 HISAME-아지랭이- 시리즈 (사유리)
  - 토카이도 HISAME-아지랭이-천자 무라마사편
  - 토카이도 HISAME-아지랭이-코노야마 격투편
- 장미양의 키스 시리즈
  - 장미양의 키스~rose1~ (아니스 친구)
  - 장미양의 키스~rose2~ (없는)
- 끝나 울어 여름 영원한 음률 (리제롯테 슈레이벨)
- 우리들과 경찰아저씨의 700일 전쟁 Part. 2 (사나에)
- 곡옥화전무녀 공주님과 벚꽃의 계약 (딸들)
- 마법 소녀 OverAge (카츠라 유카리)[16][주 1]
- 안경 cafe GLASS2
- 몬스터 컬렉션 TCG 드라마 CD7 성마도사 머핀전 '마검의 공주 군과 화원의 가희' (fromage)
- 열풍의 기사공주 (거리의 여자)
- 이상장+거주자×거주자 4 (마린, 외)
- 기상천외 퓨전 CD vol. 1 빨강해천하×후치가미 마이[17]

#### 라디오 CD
- 라디오 CD '푸른 라디오의 아르페지오 개' Vol. 1,2

#### 음악 CD
| 발매일    | 타이틀                                                                 | 명의 | 악곡                                                                                        | 협력                                                                                    |
| 2012년    | 2012년                                                                 | 2012년 | 2012년                                                                                      | 2012년                                                                                  |
| --------- | ---------------------------------------------------------------------- | --- | ------------------------------------------------------------------------------------------- | --------------------------------------------------------------------------------------- |
| 11월 7일  | Enter Enter MISSION!                                                   | 안코 팀 [니시즈미 미호 (후치가미 마이), 타케베 사오리 (카야노 아이), 이스즈화 (오자키 마미), 아키야마 스구루 하나자토 (나카가미 이쿠미), 냉천 아사코 (이구치 유카)]                                            | 'Enter Enter MISSION!' '그것 가라! 아가씨의 전차도!!'                                       | 텔레비전 애니메이션 'GIRLS und PANZER' 엔딩 테마                                        |
| 11월 21일 | GIRLS und PANZER 캐릭터 송 vol. 1 니시즈미 미호                        | 니시즈미 미호 | 'SCHOOL GIRL, 시작합니다!' 'infinity orbit'                                                 | 텔레비전 애니메이션 'GIRLS und PANZER'                                                  |
| 2013년    |                                                                        | |                                                                                             |                                                                                         |
| 4월 17일  | Twinkle Voice~소리의 선물~                                             | 후치가미 마이·타카라기 쿠미 | '외로운 열대어'                                                                             |                                                                                         |
| 4월 17일  | Twinkle Voice~소리의 선물~                                             | 시라이시 료코·마츠모토 리카·카토 에미리·난죠 요시노·박로미·후치가미 마이·타카라기 쿠미·이마이 아사미·사토 사토미·사사키 노조미·오오쿠보 루미                                                                   | '하늘도 날 수 있을 터'                                                                      |                                                                                         |
| 7월 18일  | 두근두근! 프리큐어 보컬 앨범 1 Jump up, GIRLS!                         | 후치가미 마이 (큐어 로젯타) | 'CLOVER~소녀의 기원~'                                                                       | 텔레비전 애니메이션 '두근두근! 프리큐어'이미지 송                                       |
| 9월 14일  | 러브 링크                                                              | 요시다 히토미·쿠로사와 토모요 with 두근두근! 프리큐어 (나바타메 히토미, 코토부키 미나코, 후치가미 마이, 미야모토 카나코, 쿠기미야 리에)                                                                        | '이 하늘의 저편~두근두근! 프리큐어와 함께~'                                                 | 텔레비전 애니메이션 '두근두근! 프리큐어' 엔딩 테마 커버판                               |
| 10월 23일 | 보물                                                                   | 아이다 마나 (나바타메 히토미), 릉천육화 (코토부키 미나코), 요츠바 앨리스 (후치가미 마이) | '보물'                                                                                      | 애니메이션 영화 '영화 두근두근! 프리큐어 마나 결혼!!? 미래에 잇는 희망의 드레스'테마 송 |
| 10월 30일 | 블루 필드                                                              | Trident (후치가미 마이, 누마쿠라 마나미, 야마무라 히비키) | '블루 필드' 'Innocent Blue'                                                                 | 텔레비전 애니메이션 '푸른 강철의 아르페지오 아르스 노바-' 엔딩 테마                     |
| 11월 6일  | 두근두근! 프리큐어 보컬 앨범 2~100% 프리큐어 DAYS☆~                    | 후치가미 마이 (큐어 로젯타) | '중요한 보물'                                                                               | 텔레비전 애니메이션 '두근두근! 프리큐어' 이미지 송                                      |
| 11월 6일  | 나의 보석상자                                                          | Petrarca·안 에르단트 3세 (후치가미 마이) | '나의 보석상자' 'Sweet Magic'                                                               | 텔레비전 애니메이션 '아웃브레이크 컴퍼니'엔딩 테마                                      |
| 12월 11일 | 아웃브레이크 컴퍼니 캐릭터 송 미니 앨범                                | Petrarca·안 에르단트 3세 (후치가미 마이) | '눈동자는 아쿠아 블루'                                                                      | 텔레비전 애니메이션 '아웃브레이크 컴퍼니'                                               |
| 2014년    |                                                                        | |                                                                                             |                                                                                         |
| 1월 29일  | Won(*3*)Chu KissMe!/Kiss(and)Love                                      | SAKURA*TRICK [고산춘가 (토마츠 하루카), 소노다 스구루 (이구치 유카), 노다 코트네 (아이사카 유카), 남 물방울 (이가라시 히로미), 이케노 카에데 (후치가미 마이), 이이즈카 Yuzu (토다 메구미)]                     | 'Won(*3*) Chu KissMe!'                                                                      | 텔레비전 애니메이션 '벚꽃 Trick' 오프닝 테마                                            |
| 1월 29일  | Won(*3*)Chu KissMe!/Kiss(and)Love                                      | SAKURA*TRICK [고산춘가 (토마츠 하루카), 소노다 스구루 (이구치 유카), 노다 코트네 (아이사카 유카), 남 물방울 (이가라시 히로미), 이케노 카에데 (후치가미 마이), 이이즈카 Yuzu (토다 메구미)]                     | 'Kiss(and) Love 【SAKURA♪Ver.】'                                                            | 텔레비전 애니메이션 '벚꽃 Trick'                                                        |
| 2월 26일  | SAKURA♪SONG 03                                                         | 이케노풍 (후치가미 마이) | 'Girl meet girl'                                                                            | 텔레비전 애니메이션 '벚꽃 Trick'                                                        |
| 4월 9일   | SAKURA♪SONG ALBUM SAKURA*SAKU -앵*작-                                  | SAKURA*TRICK [풍 (후치가미 마이) & Yuzu (토다 메구미)] | 'VENUS -be us! -' 'Kiss(and) Love 【풍 & Yuzu】'                                            | 텔레비전 애니메이션 '벚꽃 Trick'                                                        |
| 4월 30일  | THE IDOLM@STER CINDERELLA MASTER 028 호죠 카렌                         | 호죠 카렌 (후치가미 마이) | '박하 -박하-'                                                                               | 게임 '아이돌마스터 신데렐라 걸즈'                                                       |
| 6월 25일  | Purest Blue                                                            | Trident (후치가미 마이, 누마쿠라 마나미, 야마무라 히비키) | 'Purest Blue' 'Blue Sky'                                                                    | 텔레비전 애니메이션 '푸른 강철의 아르페지오 아르스 노바-'                               |
| 6월 25일  | Purest Blue                                                            | 이오나 (후치가미 마이) | 'Starlight' 'Starry Night'                                                                  | 텔레비전 애니메이션 '푸른 강철의 아르페지오 아르스 노바-'                               |
| 8월 17일  | 마법 소녀 OverAge 가창: 주제가집                                       | 카츠라 유카리 (후치가미 마이) | '안티에이저'                                                                                | '마법 소녀 OverAge'                                                                     |
| 12월 17일 | THE IDOLM@STER CINDERELLA MASTER Cool Jewelries! 002                   | 카와시마 미즈키 (토야마 나오)·시라사카 코우메 (오사키 치요)·아나스타샤 (우에사카 스미레)·카미야 나오 (마츠이 에리코)·호죠 카렌 (후치가미 마이)                                                                 | '오르골의 작은 상자' '유쾌한 Party Night'                                                   | 게임 '아이돌마스터 신데렐라 걸즈'                                                       |
| 12월 17일 | THE IDOLM@STER CINDERELLA MASTER Cool Jewelries! 002                   | 호죠 카렌 (후치가미 마이) | '반딧불'                                                                                    | 게임 '아이돌마스터 신데렐라 걸즈'                                                       |
| 2015년    |                                                                        | |                                                                                             |                                                                                         |
| 1월 28일  | Blue Snow                                                              | Trident (후치가미 마이, 누마쿠라 마나미, 야마무라 히비키) | 'Blue Snow' 'Sentimental Blue' 'Lovely Blue'                                                | 애니메이션 영화 '극장판푸른 강철의 아르페지오 아르스 노바- DC'                          |
| 1월 28일  | Blue Snow                                                              | 이오나 (후치가미 마이) | '푸른 마음으로'                                                                             | 애니메이션 영화 '극장판푸른 강철의 아르페지오 아르스 노바- DC'                          |
| 2월 4일   | 마법 소녀 오버 에이지-kawaii songs collection-                         | 카츠라 유카리 (후치가미 마이) | '안티에이저'                                                                                | 2014년 8월 17일 반포의 동인 CD가, 내용을 추가해 상업 발매된 것                          |
| 2월 18일  | 청춘 살벌론                                                            | 3학년 E조 노래담 [조전 나기사 (후치가미 마이), 아카바네업 (오카모토 노부히코), 카야노 카에데 (스자키 아야), 이소가이유마 (오사카 료타), 마에바라양두 (아사누마 신타로)]                                        | '청춘 살벌론'                                                                               | 텔레비전 애니메이션 '암살 교실' 오프닝 테마                                             |
| 3월 18일  | ~TRΛNSMISSION~                                                         | KΛNΛTΛ (후치가미 마이) | 'Star☆Tripper' 'COSMIC GIRL' '그라비티' 'Synchronize' 'HEART CONTACT' 'TRΛNSMISSION' '주시' |                                                                                         |
| 3월 27일  | 암살 교실 BD·DVD 제1권 특전 CD                                         | 조전 나기사 (후치가미 마이), 카야노 카에데 (스자키 아야) | '청춘 살벌론 -물가 & 카야노 ver. -'                                                         | 텔레비전 애니메이션 '암살 교실'                                                         |
| 4월 22일  | blue moment                                                            | 소르랄 BOB (무라카와 리에, 오오하라 사야카, 마츠이 에리자, 타츠미 유이코, 아이사카 유카, 우치다 마아야, 나바타메 히토미, 오자와 아리, 후치가미 마이, 토다 메구미, 사사키 미코이, 혼다 마리코, 하나모리 유미리) | 'blue moment'                                                                               | 텔레비전 애니메이션 '에토타마' 엔딩 테마                                                |
| 4월 24일  | 암살 교실 BD·DVD 제2권 특전 CD                                         | 조전 나기사 (후치가미 마이), 아카바네업 (오카모토 노부히코) | '청춘 살벌론 -물가 & 업 ver. -'                                                             | 텔레비전 애니메이션 '암살 교실'                                                         |
| 5월 27일  | 자력본원 레볼루션                                                      | 3학년 E조 노래담 [조전 나기사 (후치가미 마이), 아카바네업 (오카모토 노부히코), 카야노 카에데 (스자키 아야), 이소가이유마 (오사카 료타), 마에바라양두 (아사누마 신타로)]                                        | '자력본원 레볼루션'                                                                         | 텔레비전 애니메이션 '암살 교실' 오프닝 테마                                             |
| 5월 29일  | 암살 교실 BD·DVD 제3권 특전 CD                                         | 3학년 E조 수학 여행 4반 [조전 나기사 (후치가미 마이), 아카바네업 (오카모토 노부히코), 카야노 카에데 (스자키 아야), 스기노 친구 (야마야 요시타카), 칸자키 유키코 (사토 사토미), 오쿠다 아이미 (야하기 사유리)]  | '청춘 살벌론-3년 E조 수학 여행 4반 ver. -'                                                  | 텔레비전 애니메이션 '암살 교실'                                                         |
| 6월 26일  | 암살 교실 BD·DVD 제4권 특전 CD                                         | 3학년 E조 하마담 [조전 나기사 (후치가미 마이), 아카바네업 (오카모토 노부히코), 테라사카 류우마 (키무라 스바루), 나카무라리앵 (누마쿠라 마나미)]                                                                | '학원 천국'                                                                                 | 텔레비전 애니메이션 '암살 교실'                                                         |
| 6월 26일  | 3STARS                                                                 | 류오 사라사 (후치가미 마이) | 사쿠라 굿바이                                                                               | '음악 소녀'                                                                             |
| 7월 1일   | 에토타마 캐릭터 송 미니 앨범 (4) 비탕에 소원을! 오늘 밤은 핫 앤 스위트 | 츄우탄 (오오하라 사야카), 샤아탄 (나바타메 히토미), 메이탄 (후치가미 마이) | '비탕에 소원을! 오늘 밤은 핫 앤 스위트'                                                     | 텔레비전 애니메이션 '에토타마'                                                          |
| 7월 1일   | 에토타마 캐릭터 송 미니 앨범 (4) 비탕에 소원을! 오늘 밤은 핫 앤 스위트 | 메이탄 (후치가미 마이) | 'Twinkle Peace' 'blue moment [더! 메이탄 ver.]'                                             | 텔레비전 애니메이션 '에토타마'                                                          |
| 7월 30일  | 암살 교실 BD·DVD 제5권 특전 CD                                         | 조전 나기사 (후치가미 마이), 아카바네업 (오카모토 노부히코) | '자력본원 레볼루션-물가 & 업 ver. -'                                                        | 텔레비전 애니메이션 '암살 교실'                                                         |
| 9월 16일  | Blue Destiny                                                           | Trident (후치가미 마이, 누마쿠라 마나미, 야마무라 히비키) | 'Blue Destiny' 'Blue Rain'                                                                  | 애니메이션 영화 '극장판 푸른 강철의 아르페지오 아르스 노바- Cadenza'                    |
| 9월 16일  | Blue Destiny                                                           | 이오나 (후치가미 마이)×하르나 (야마무라 히비키) | 'Crystal Way'                                                                               | 애니메이션 영화 '극장판 푸른 강철의 아르페지오 아르스 노바- Cadenza'                    |
| 9월 16일  | Blue Destiny                                                           | 타카오 (누마쿠라 마나미)×이오나 (후치가미 마이) | 'Blazing Nova'                                                                              | 애니메이션 영화 '극장판 푸른 강철의 아르페지오 아르스 노바- Cadenza'                    |
| 9월 16일  | 푸른 강철의 아르페지오 아르스 노바- Blue Field 캐릭터 Songs Vol. 2     | 이오나 (후치가미 마이) × 야마토 (나카하라 마이) | '안녕히 가세요'                                                                             | 애니메이션 '푸른 강철의 아르페지오 아르스 노바-'                                        |
| 10월 14일 | THE IDOLM@STER CINDERELLA GIRLS ANIMATION PROJECT 2nd season 05        | Triad Primus [시부야 린 (후쿠하라 아야카)·카미야 나오 (마츠이 에리코)·호죠 카렌 (후치가미 마이)] | 'Trancing Pulse' '갓 태어난 Evo! Revo! Generaion!'                                          | 텔레비전 애니메이션 '아이돌마스터 신데렐라 걸즈' 삽입곡                                 |
| 12월 29일 | 'Justability'                                                          | 치토세헐 (누마쿠라 마나미), 쿠마가이 에리 (세토 아사미), 류오 사라사 (후치가미 마이) | 'Justability'                                                                               | '음악 소녀' 캐릭터 송                                                                   |
| 12월 29일 | 'Justability'                                                          | 류오 사라사 (후치가미 마이) | '코어쿠마 스마일리'                                                                         | '음악 소녀' 캐릭터 송                                                                   |